# Gene Berce
Eugene D. "Gene" Berce (Milwaukee, Wisconsin; 22 de noviembre de 1926 - Brookfield, Wisconsin; 17 de noviembre de 2018) fue un jugador de baloncesto estadounidense que disputó una temporada en la NBA, además de jugar en la NBL y la NPBL. Con 1,80 metros de estatura, jugaba en la posición de escolta.

## Trayectoria deportiva

### Universidad
Jugó durante tres temporadas con los Golden Eagles de la Universidad Marquette, siendo en todas ellas el mejor anotador del equipo, destacando la de 1948, en la que promedió 17,7 puntos por partido, acabando noveno entre los mejores anotadores del país. Jugó además una temporada con los Big Red de la Universidad Cornell, en la que promedió 12 puntos por partido, siendo elegido en el mejor quinteto de la Ivy League.

### Profesional
Fue elegido en la decimosexta posición del Draft de la BAA de 1948 por New York Knicks, pero acabó jugando en los Oshkosh All-Stars de la NBL, donde en su única temporada en el equipo promedió 5,9 puntos por partido.
Al año siguiente fichó por los Tri-Cities Blackhawks de la NBA, donde únicamente disputó tres partidos, en los que promedió 3,3 puntos. En 1950 fichó por los St. Paul Lights de la NPBL, con los que disputó 19 partidos en los que promedió 8,2 puntos. Esa misma temporada llegó a jugar un partido con los Kansas City Hi-Spots de la misma liga.

## Estadísticas de su carrera en la NBA

### Temporada regular
| Temporada | Edad | Equipo                | Liga | P | TC  | TCA | %TC  | TL  | TLA | %TL  | ASIS | FP  | PTS |
| 1949-50   | 23   | Tri-Cities Blackhawks | NBA  | 3 | 1.7 | 5.3 | .313 | 0.0 | 1.7 | .000 | 0.0  | 2.0 | 3.3 |
| Total     |      |                       | NBA  | 3 | 1.7 | 5.3 | .313 | 0.0 | 1.7 | .000 | 0.0  | 2.0 | 3.3 |